# Мобильный комикс
Мобильные комиксы — цифровые комиксы, которые можно скачать, приобрести, читать и иногда — модифицировать с помощью мобильных телефонов.

## Обзор
Провести чёткое разграничение между мобильными комиксами, анимацией и играми для мобильных телефонов не представляется возможным. Первые комиксы, адаптированные для мобильных телефонов, выпустили в 2008 году компании IDW Publishing и Devil's Due Publishing (DDP). DDP изначально продвигала свои мобильные комиксы на рынок через компании — продавцы цифрового контента, такие как Uclick .
Содержание мобильных комиксов до недавнего времени представляло собой адаптированные версии «старых» известных комиксов. По мере развития технологий распространения контента и пиратства производителям мобильных комиксов становилось всё сложнее контролировать поступление средств от реализации этой продукции, и производители (особенно производители традиционных японских манга) стали отходить от лицензирования цифровых и мобильного комиксов. Это привело к росту контента, создаваемого пользователями (независимыми исполнителями), который, благодаря низким затратам на изготовление, сделал производство мобильных комиксов рентабельным.
Основные ограничения для разработки мобильных комиксов:
- Небольшой размер экрана мобильного телефона, что ограничивает возможность размещения текста;
- Java-просмотрщик не будет работать на всех типах телефонов;
- Продолжительность комикса должна быть не более 25 картинок, их количество зависит от способа доставки.

Несколько компаний-провайдеров мобильного контента в настоящее время разработали свои собственные мобильные платформы комиксов, некоторые из них — на базе Java-приложений, которые должны быть загружены в мобильный телефон перед просмотром комиксов. Другие компании используют MMS и WAP — подписки для доставки мобильных комиксов потребителям. Разработаны также платформы для iPhone и IPad, которые позволяют распространять веб-комиксы через RSS бесплатно, как, например, приложение iOS Comic Avenue.
Вначале мобильные комиксы назвались так же, как и их игры «немобильные» оригиналы, но вскоре мобильным комиксам стали давать оригинальные названия. Первым оригинальным названием мобильного комикса стал Thunder Road, созданный Стивеном Сандерсом, который ранее участвовал в создании стимпанк -новеллы The Five Fists of Science. Carnival of Souls является первым сериалом мобильных комиксов компании Blackberry’s App World. The Carrier — первый оригинальный графический роман, созданный исключительно под iPhone, написанный Эваном Юнгом.